# 伊勒里希
伊勒里希是德国莱茵兰-普法尔茨州的一个市镇。总面积7.74平方公里，总人口714人，其中男性349人，女性365人（2011年12月31日），人口密度92人/平方公里。